# Louise Jones Gopher
Louise Jones Gopher (Fort Pierce, 25 de mayo de 1945) es una activista estadounidense, reconocida por ser la segunda semínola (después de Billy Cypress) y la primera mujer de esta tribu de Florida en obtener un título universitario.

## Biografía

### Primeros años y estudios

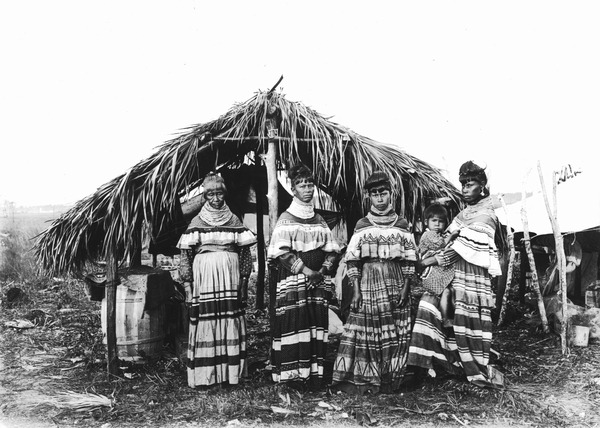
Gopher pertenece a la tribu semínola de Florida.

Gopher, exdirectora de educación de la tribu semínola de Florida, consiguió dicha distinción al graduarse en la Universidad Atlántica de Florida en 1970. Nacida el 25 de mayo de 1945 en un campamento tribal de Fort Pierce, Jones no hablaba inglés cuando entró en la escuela a los 6 años. Debido a que no eran consideradas ni negras ni blancas, ninguna de las escuelas segregadas de la época la aceptaba de buen grado como estudiante, pero a instancias de su padre (que no dominaba ni una mínima fracción del idioma inglés), el superintendente de las escuelas del condado de Lucie, Ben L. Bryan, decidió permitirle matricularse en la escuela Fairlawn. En 2014 se le otorgó un Doctorado honorario en Letras Humanas de la Universidad Estatal de Florida. Gopher es la tercera semínola que recibe un título honorífico de la institución, después de Betty Mae Tiger Jumper (Doctorado en Letras Humanas) y Jim Shore (Doctorado en Leyes). El diario Palm Beach Post la nombró una de las 100 personas más influyentes de Florida en el siglo XX.

### Carrera y legado
Como directora de educación, Gopher estuvo detrás del desarrollo de la primera escuela charter de la tribu, "Pemayetv Emahakv", que se inauguró en 2007. Ha dedicado un gran esfuerzo en la preservación de la cultura semínola. Las lenguas nativas de la tribu, el creek o el mikasuki, sólo son habladas por los miembros más antiguos de la tribu, por lo que ella transcribe las enseñanzas del Mikasuki para la posteridad. En 2014 el gobernador Rick Scott la incluyó en el Salón de la Fama de las mujeres de Florida. Su hija, Carla Gopher, se convirtió en la primera semínola en graduarse de la Universidad del Estado de la Florida en 1996.